# Pecoycancha
Pecoycancha es una localidad peruana ubicada en el distrito de Gorgor, perteneciente a la provincia de Cajatambo del departamento de Lima, al centro oeste del Perú. 

## Ubicación
Pecoycancha se ubica al sureste de la provincia de Cajatambo, en el distrito de Gorgor, en el departamento de Lima.

## Demografía
En 2017 Pecoycancha tenía una población de 3 habitantes.
| Gráfica de evolución demográfica de Pecoycancha entre 1993 y 2017 |
|                                                                   |
| Fuentes: Población 1993 (Picaycancha) y 2017                      |